# 험악한 꿈
《험악한 꿈》(Mean Dreams)은 캐나다에서 제작된 나단 몰랜도 감독의 2016년 멜로/로맨스, 스릴러 영화이다. 소피 넬리스 등이 주연으로 출연하였고 윌리엄 우즈 등이 제작에 참여하였다. 2016 칸 영화제의 Directors' Fortnight 부문에서 상영되었다.

## 출연

### 주연
- 소피 넬리스
- 조쉬 위긴스
- 빌 팩스톤

### 조연
- 콜므 포어
- 조 콥든
- 빅키 파파브스

## 기타
- 공동제작: 조엘 버치
- 미술: 조시아 맥켄지
- 세트: 존 오리건
- 의상: 마리사 슈왈츠
- 배역: 안젤라 타나카